# Zdeněk Otáhal
Zdeněk Otáhal (31. ledna 1936 Benešov u Boskovic – 1. července 2004 Plzeň) byl československý reprezentant ve vzpírání, startoval ve váhových kategoriích do 67,5 kg a do 75 kg. Se sportem začal jako učeň v bohumínských slévárnách, později přestoupil do Dukly Plzeň. Získal sedm titulů mistra Československa (1958, 1960, 1961, 1962, 1963, 1964 a 1967), členem reprezentačního týmu byl v letech 1958 až 1968. Na mistrovství Evropy ve vzpírání získal stříbrnou medaili v roce 1964, třetí byl v letech 1960 a 1965. Na mistrovství světa ve vzpírání skončil na čtvrtém místě v roce 1965 a na pátém v letech 1963 a 1964. Zúčastnil se dvou olympijských her: v roce 1960 obsadil v lehké váze sedmé místo a v roce 1964 páté místo. Jeho osobní rekordy byly 135 kg v tahu, 122,5 kg v trhu, 152,5 kg v nadhozu a 405 kg ve trojboji, asi padesátkrát překonal československý rekord. Byl nositelem titulu zasloužilý mistr sportu, v letech 1960 a 1961 vyhrál anketu o nejlepšího vzpěrače ČSSR, posmrtně byl uveden do Síně slávy českého vzpírání.